# Francisco Goldman

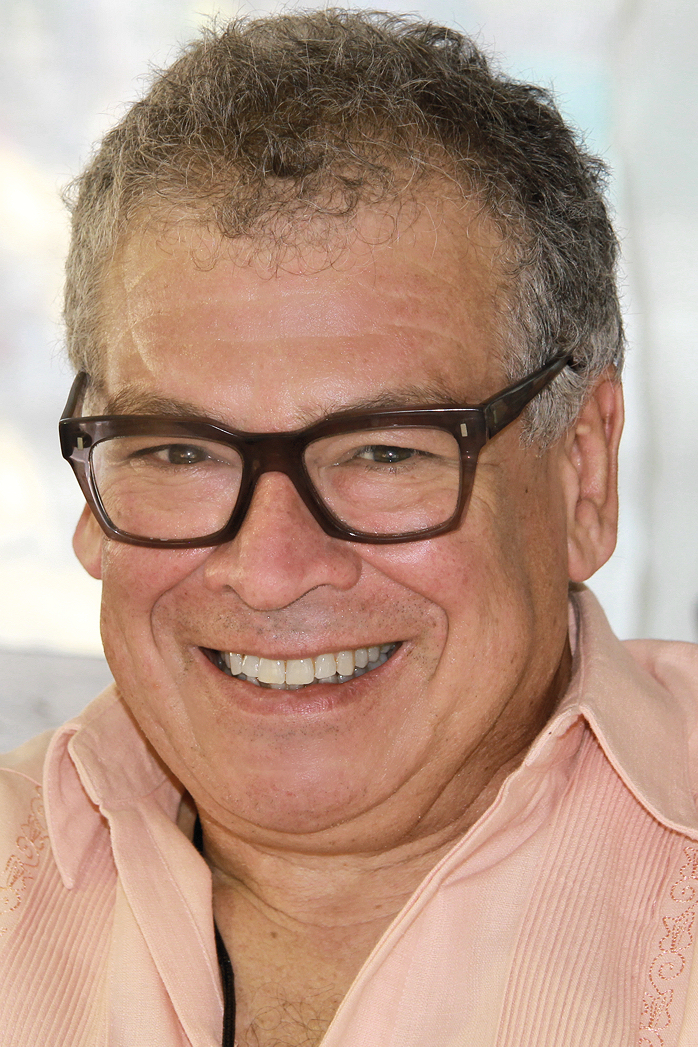
Francisco Goldman (2014)

Francisco Goldman (geboren 1954 in Boston, Massachusetts) ist ein amerikanischer Schriftsteller.

## Leben
Francisco Goldman ist der Sohn einer guatemaltekischen Mutter und eines amerikanischen Vaters mit jüdischen Wurzeln. Er studierte an der  University of Michigan, der New School for Social Research und der New York University und wurde als Übersetzer für Spanisch ausgebildet. Goldman war 1998 Fellow der Guggenheim-Stiftung und erhielt 2010 eine Einladung an die American Academy in Berlin. Goldman hat an verschiedenen Hochschulen unterrichtet und war auch in Sommer-Kursen in Spanien tätig. Er lehrt Kreatives Schreiben und Vergleichende Literaturwissenschaft am Trinity College in Hartford (Connecticut) und schreibt Beiträge für große US-Zeitungen und Zeitschriften, erste Fassungen seiner Bücher erschienen im New Yorker. Er übersetzte auch Texte von Gabriel Garcia Marquez. Goldman war mit Aura Estrada verheiratet, die 2007 beim Bodysurfing verunglückte. Goldman lebt abwechselnd in New York City und Mexiko-Stadt.
Im Jahr 1993 erhielt er für The Long Night of White Chickens den Sue Kaufman Prize for First Fiction. Einige seiner Romane waren Finalisten für den PEN/Faulkner Award. Beim hochdotierten International IMPAC Dublin Literary Award kam er mit The Ordinary Seaman in die engere Auswahl. Der Tatsachenbericht The Art of Political Murder: Who Killed the Bishop? behandelt die Ermordung des
guatemaltekischen römisch-katholischen Bischofs Juan Gerardi, der sich in seinem Land für die Aufarbeitung der während des Bürgerkrieges begangenen Verbrechen eingesetzt hatte. Die Reportage wurde vom The New York Times Book Review hervorgehoben. Der Text The Wave, der am 7. Februar 2011 im The New Yorker erschien, ist Basis seines Romans Say Her Name über den Tod seiner Frau, er gewann in der französischen Übersetzung 2011 den Prix Femina Étranger. 2017 wurde er in die American Academy of Arts and Sciences gewählt. Goldmans Bücher wurden in mehr als zehn Sprachen übersetzt.

## Werke (Auswahl)
- Monkey Boy. Atlantic, Boston 2021, ISBN 978-1-61185-886-0.
- Sag ihren Namen. Aus dem Englischen von Roberto de Hollanda. Rowohlt, Reinbek, 2013, ISBN 978-3-498-02521-2.
- Die Kunst des politischen Mordes. Aus dem Englischen von Roberto de Hollanda. Rowohlt, Reinbek 2011, ISBN 978-3-498-02507-6.
- Der himmlische Gemahl. Roman. Aus dem Englischen von Robin Detje und Juliane Gräbener-Müller. Rowohlt, Reinbek 2008, ISBN 978-3-499-25304-1.
- Das gestohlene Leben der Flor de Mayo. Roman. Aus dem Engl. von Thomas Schlachter. Roman. List, München 1999, ISBN 3-471-79374-7.
- Estebans Traum. Roman. Aus dem Amerikan. von Thomas Schlachter. List, München 1998, ISBN 3-471-79357-7.  (The ordinary seaman)